# Lules
Lules é uma cidade da Argentina, capital do departamento de Lules, província de Tucumã.